# Pontes sobre o rio Tejo

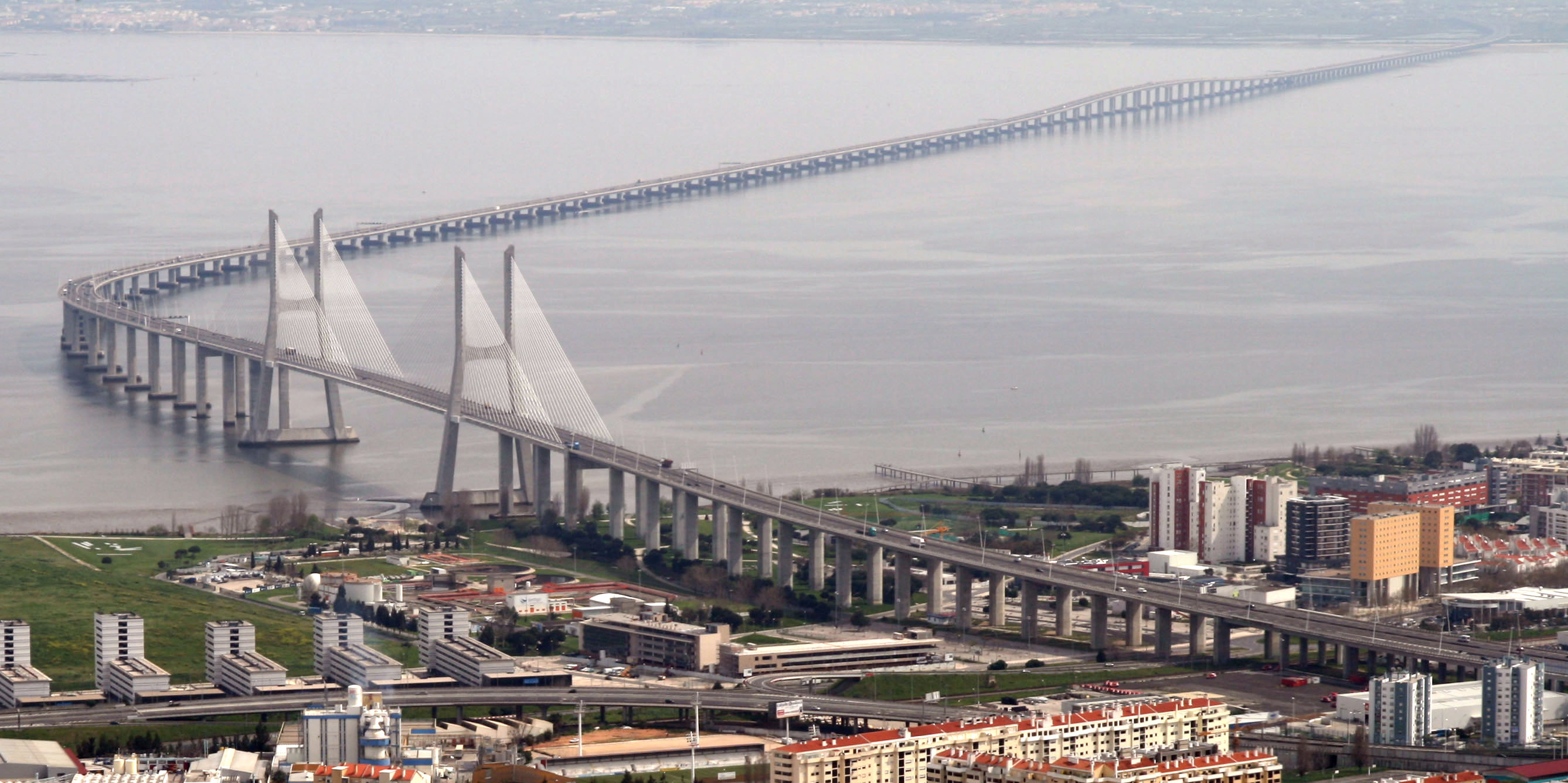
A Ponte Vasco da Gama, com 17 km de comprimento, é a mais longa ponte sobre o rio Tejo. Foi inaugurada em 1998.

Nos 230 quilómetros de percurso do rio Tejo em Portugal, há 16 pontes ferroviárias, rodoviárias e duplas. Dois paredões de barragem servem de fundação a viadutos rodoviários: Barragem de Belver, inaugurada em 1952, e Barragem de Fratel, inaugurada em 1973.
A primeira ponte em território espanhol é a ponte romana de Alcântara.
A Ponte Vasco da Gama é a mais extensa, com cerca de 17 km. Inaugurada em 1998, é a maior ponte da Europa Ocidental e a segunda maior da Europa, só ultrapassada pela Ponte da Crimeia.
Actualmente a ponte mais recente em território português é a Ponte das Lezírias, com 10 km de comprimento, inaugurada em 2007.
O troço do rio mais longo sem pontes vai de Ponte de Belver até Barragem de Fratel.

## Pontes ordenadas cronologicamente
Apesar da hipótese, não confirmada, de terem existido pontes romanas que atravessavam o Tejo no actual território português, foi em 1862 com a expansão do caminho-de-ferro que se construiu a primeira ponte ainda em serviço.

### Portugal
- 1862: Ponte da Praia do Ribatejo (ferroviária)
- 1870: Ponte rodoviária de Abrantes
- 1881: Ponte D. Luís I (Santarém)
- 1888: Ponte de Portas de Ródão
- 1889: Ponte ferroviária de Abrantes
- 1904: Ponte Rainha D. Amélia
- 1907: Ponte de Belver
- 1909: Ponte da Chamusca
- 1951: Ponte Marechal Carmona
- 1966: Ponte 25 de Abril
- 1973: Ponte do Fratel
- 1998: Ponte Vasco da Gama
- 2000: Ponte Salgueiro Maia
- 2007: Ponte da Lezíria

## Terceira Travessia do Tejo
A Terceira Travessia do Tejo é uma ponte Chelas-Barreiro, que teria uma extensão de 13 quilómetros, sete dos quais sobre o rio, permitindo ainda a ligação de comboio de Alta Velocidade entre Lisboa e Madrid.

## Quarta Travessia do Tejo
A Quarta Travessia do Tejo é um projeto para ligar por ponte ou túnel a Trafaria a Algés.

## Pontes ordenadas da foz para montante

### Portugal
- Ponte 25 de Abril
- Ponte Vasco da Gama
- Ponte Marechal Carmona
- Ponte da Lezíria
- Ponte Rainha D. Amélia
- Ponte Salgueiro Maia
- Ponte D. Luís I (Santarém)
- Ponte da Chamusca
- Ponte da Praia do Ribatejo
- Ponte rodoviária de Abrantes
- Ponte ferroviária de Abrantes
- Ponte de Belver
- Ponte do Fratel
- Ponte de Portas de Ródão

### Espanha
- Ponte de Alcântara